# Reserva da Biosfera do Pantanal
A Reserva da Biosfera do Pantanal abrange os estados de Mato Grosso, Mato Grosso do Sul, e pequena parte de Goiás. Um dos maiores complexos de pântanos do mundo, é, internacionalmente conhecida pela sua diversidade zoológica: aves, mamíferos, répteis, anfíbios, insetos e peixes. Em período de cheia, os rios ficam cheios. Porém na seca, os rios secam e sobra o barro, de onde veio o nome "Pantanal".